# Naumburger Synode
Die Naumburger Synode war ein Gremium innerhalb der Bekennenden Kirche der altpreußischen Kirchenprovinz Schlesien, das im Unterschied zur „Christophori-Synode“ radikal dahlemitisch geprägt war.

## Die Anfänge der Bekennenden Kirche in Schlesien
Nach der Gründung des Pfarrernotbundes im September 1933 in Berlin-Dahlem durch Martin Niemöller regten sich auch in den schlesischen Gemeinden die Gegner des nationalsozialistischen Einflusses auf die Kirche. Mitte Mai 1934 fand in Breslau ein „Kirchentag der Schlesischen Bekenntnisfront“ statt, der eine Verstärkung der schlesischen Bekenntnisbewegung beschloss. Den Begriff „Synode“ zu verwenden, vermieden sie im Blick auf das Leitungsamt des Bischofs. Zugleich erklärten die Versammelten, sich der Bekenntnisgemeinschaft der Deutschen Evangelischen Kirche (DEK) unter Präses Karl Koch anschließen zu wollen. Die Erklärungen des Kirchentages wurden auf vielen Bekenntnisversammlungen in Schlesien genauer erläutert. Der Rat der Bekennenden Kirche schickte die Erklärung an alle Pfarrer der Kirchenprovinz mit dem Aufruf zur Entscheidung für den Notbund.
Die Bekenntnissynode von Barmen Ende Mai 1934 formulierte die Grundsätze, nach denen evangelische Christen lutherischer, reformierter und unierter Prägung künftig leben wollten. Diese kirchenoppositionellen Erklärungen und Positionen wurden jedoch von dem inzwischen durch die NS-Behörden installierten Reichsbischof Ludwig Müller, in Personalunion auch Landesbischof der Evangelischen Kirche der altpreußischen Union (APU), bekämpft. Der schlesische Provinzialbischof Otto Zänker forderte Müller wegen seines bekenntniswidrigen Verhaltens zum Rücktritt auf, woraufhin dieser ihn sofort vom Dienst suspendierte. Nachdem sich 609 Pfarrer der altpreußischen Kirchenprovinz Schlesien, 124 Emeriti und 117 Vikare und Kandidaten hinter Zänker gestellt hatten, hob Müller dessen Beurlaubung wieder auf. In einem Rundbrief, den Zänker im November 1934 an die schlesischen Kirchengemeinden und Pfarrer richtete, erklärte er sein Festhalten am Ungehorsam gegenüber der bekenntnisfeindlichen Haltung der DEK und seinen Entschluss, nunmehr die Leitung der schlesischen Kirche in die eigenen Hände zu nehmen.
Bischof Otto Zänker und die Pfarrer Ulrich Bunzel, Gerhard Ehrenforth und Paul Viebig reisten im Winter 1934/1935 durch die schlesische Kirchenprovinz, um für eine „Vorläufige Synode“ zu werben. Sie erklärten in Schreiben an Pfarrer und Gemeinden, die Synode werde „[...] jeden nur möglichen Weg aufzuweisen suchen, der dazu zu führen verspricht, unsere kirchlichen Körperschaften zu einem wahrhaft schrift- und bekenntnismäßigen Handeln und unsere Kirche zu kirchlichem Frieden zu führen“.
Ein weiterer Konflikt bahnte sich an, als im März 1935 die Bekenntnissynode der Evangelischen Kirche der Altpreußischen Union (APU) eine Kanzelerklärung beschloss, die sich gegen das aufkommende „Neu-Heidentum“ wandte. Trotz Verbot durch die Gestapo wurde diese Erklärung von zahlreichen Geistlichen von der Kanzel verlesen, worauf es zur Verhaftung vieler Pfarrer in Preußen kam, darunter in der schlesischen Provinz von fast 200. Bischof Zänker, der diese Erklärung auch verlesen hatte, wurde aber nicht verhaftet und konnte sogar seine verhafteten Brüder aus den Pfarrämtern im Gefängnis besuchen. 
Am 10. Mai 1935 versammelte sich die Vorläufige Schlesische Synode in der Breslauer Christophorikirche gemäß ihrer Einberufung durch Bischof Zänker. Darunter befanden sich sowohl Vertreter der Bekennenden Kirche als auch Vertreter so genannter „Neutraler“, welche die Gruppe „Einheit und Aufbau“ mit ihrem führenden Mitglied Ulrich Altmann repräsentierte. Die Synode erklärte Pfarrer Viebig zum Präses. Des Weiteren stellte die Synode einen Synodalausschuss auf und erteilte diesem die Aufgabe, sich in ihrem Namen einzusetzen und notwendige Entscheidungen zu treffen.
Hanns Kerrl, ein nationalsozialistischer Politiker, war am 16. Juli 1935 von staatlicher Seite als Kirchenminister eingesetzt worden. Der Kirchenminister berief für die DEK den Reichskirchenausschuss und für die APU den Landeskirchenausschuss. Beiden zusammen sollte der Provinzialkirchenausschuss unterstehen. Am 15. August 1935 verbot er die Vorläufige Schlesische Synode und löste sie auf. Zwar bekam die Synode die Versicherung durch den Staat, dass sie, würde sie ihren Namen in „Schlesische Synode der Bekennenden Kirche“ ändern, weiterexistieren könnte, doch die Synode trat nicht zusammen. Dieses Zusammenkommen wäre jedoch angesichts der Gründung des Provinzialkirchenausschusses unerlässlich gewesen. An diesem Punkt wurde deutlich, dass es der Vorläufigen Schlesischen Synode wegen ihrer breiten Basis an Einigkeit fehlte.

## Die Spaltung der Bekennenden Kirche in Schlesien
Kirchenminister Kerrl forderte die Eröffnung eines Disziplinarverfahrens gegen Bischof Zänker, der sich daraufhin zur Zusammenarbeit mit dem Landeskirchenausschuss bereit erklärte. Der schlesische Provinzialbruderrat hingegen erklärte am 29. Dezember 1935, dass er die Zusammenarbeit mit den Provinzialkirchenausschüssen ablehne.
Durch diese Frage nach der Zusammenarbeit mit den Ausschüssen kam es zur Spaltung der Bekennenden Kirche in Schlesien zwischen dem Provinzialbruderrat und den Mitgliedern der Vorläufigen Schlesischen Synode. Der Synodalausschuss der Vorläufigen Schlesischen Synode entschloss sich nun mehrheitlich für die – vom DC-Reichsbischof geforderte – Umbenennung in „Schlesische Synode der Bekennenden Kirche“ und berief für den 23. und 24. Mai 1936 die Tagung der Schlesischen Synode der Bekennenden Kirche ein. Diese fand in der Christophori-Kirche in Breslau statt und wird daher auch „Christophori-Synode“ genannt. Diese Synode beschloss eine bedingte Zusammenarbeit mit dem Provinzialkirchenausschuss und sprach Bischof Zänker ihr Vertrauen aus. Der Provinzialbruderrat verweigerte seine Zustimmung, und darauf folgend tagte Anfang Juli die Erste Schlesische Bekenntnissynode in Naumburg am Queis, die deshalb auch „Naumburger Synode“ genannt wird. Diese nahm eine von Gerhard Gloege erarbeitete theologische Erklärung „Von der Kirchengewalt“ als ihre Grundlage an und übernahm damit fünf entscheidende Thesen. In diesen Thesen ist eine deutliche Radikalität zu erkennen, was zeigt, dass die Naumburger Synode dem NS-Staat wesentlich mehr Misstrauen entgegenbrachte als die Christophori-Synode. Die Schlesische Bekenntnissynode übernahm es auch, die Kanzelabkündigung der Bekennenden Kirche vom 23. August 1936, die mit großer Aufmerksamkeit gelesen und als ein überfälliger Widerspruch der Kirche gegen die NS-Ideologie empfunden wurde, drucken zu lassen.
Die Naumburger wählten Rechtsanwalt Walter Beninde zum Präses und Ernst Hornig zu dessen Stellvertreter. Des Weiteren erklärte sie, dass Zänker „[...] sein Amt im Widerspruch gegen das Wort und Gebot der Schrift, wie es in den Bekenntnissen der Reformation und in den Bekenntnissynoden der DEK ausgelegt wird ...“ führt. Sie bot Zänker an, ein schlesisches Kirchenamt in Bindung an die Synoden der BK zu führen, wenn er „[...] sich von der irrenden ‚Schlesischen Synode der Bekennenden Kirche‘ um der Kirche willen öffentlich [löst] und der Gewalt der Staatlichen Kirchenausschüsse als Glied der Bekennenden Kirche öffentlich [widersteht].“ Ansonsten wären die Gemeinden und Pfarrer nur an die Kirchenleitung des altpreußischen Bruderrates gebunden.
Der Reichskirchenausschuss trat zurück, als er beim Kirchenminister mit der Forderung scheiterte, die Verantwortung zu übernehmen für die Wiederherstellung der rechten Lehre bei den Thüringer DC, der schärfsten Ausprägung innerhalb der Deutschen Christen. Daraufhin beendete der Kirchenminister auch die Beschäftigung der anderen Ausschüsse. Das Amt des altpreußischen Landeskirchenausschusses übertrug er der APU. Für Zänker wurde indes der Weg immer schwieriger. Er musste dulden, dass in den Amtsblättern der Kirchenprovinz bekenntniswidrige Erklärungen veröffentlicht wurden. Im September 1937 entzog das Konsistorium ihm seinen dortigen Vorsitz.
Auch andere Einflussnahmen der DC konnte Zänker nicht mehr verhindern, wie die Teilnahme der DC an der Prüfungskommission. Im April 1939 berief er eine Superintendentenkonferenz ein, deren Gegenstand die Verordnung des altpreußischen Evangelischen Oberkirchenrates sein sollte, welcher in die Rechte der Pfarrer und Gemeindemitglieder eingriff. Die Zusammenkunft wurde von der Gestapo überwacht und zuletzt von der Geheimpolizei aufgrund einer Äußerung Zänkers sogar aufgelöst. Danach wurde Zänker beurlaubt und zwei Jahre später zwangsweise in den Ruhestand versetzt.
Die letzte Bekenntnissynode der Evangelischen Kirche der altpreußischen Union kam im Oktober 1943 zusammen. Sie richtete ein Wort an die Gemeinden, das in den Bußtagsgottesdiensten verlesen wurde. Mit diesem Wort bezeugten sie den „Ernst des Gerichtes Gottes über die Verletzungen seiner Gebote“. Für die vielfache Verlesung dieses Wortes setzte sich vor allem Pfarrer Ernst Hornig energisch ein. Er verbarg 1945 in der damaligen Festung Breslau Juden und kümmerte sich um sie. Als das Konsistorium und Zänker Breslau am 21. Januar 1945 verließen, erhielt der Provinzialbruderrat das Kirchenregiment unter der Leitung von Hornig. Gemeinsam mit Vertretern der katholischen Kirche forderte er am 5. Mai 1945 die Übergabe Breslaus an die Rote Armee. Nach zwei Tagen wurde ihre Forderung erfüllt, als die deutschen Truppen kapitulierten und die Schlacht um Breslau beendet wurde.